# Chris Pozniak
Krzysztof „Christopher” Poźniak (ur. 10 stycznia 1981 w Krakowie) – piłkarz, reprezentant Kanady, posiada także obywatelstwo polskie. Występował m.in. w szedzkim Örebro SK, norweskim FK Haugesund, kanadyjskim Toronto FC i Vancouver Whitecaps.